# 长寿湖镇
长寿湖镇，是中华人民共和国重庆市长寿区下辖的一个乡镇级行政单位。

## 沿革
1985年3月將雲集鄉划出的紫竹、懷碧（部份）、安順村和鄰封鄉划出的東海、跳石、湖邊村建立獅子灘鎮。
2003年區劃調整，長壽湖鎮轄原獅子灘鎮、石回鄉和雙龍鎮友愛、華豐、響塘、合豐、圍子、桂花、沙沖等7個村以及雲集鎮石堡、花山、大石、中心、玉華、石嶺、團壩、紅光、懷碧等9個村所轄行政區域，鎮政府駐獅子灘。

## 行政区划
長壽湖鎮現轄13個行政村和1個社區居委會，111個村民小組。轄區內現有人口51824人，幅員面積104.53平方公里。
长寿湖镇下辖以下地区：
狮子滩社区、响塘村、东海村、回龙村、红光村、花山村、石岭村、大石村、石回村、龙沟村、紫竹村、两桂村、安顺村和玉华村。

## 長壽湖
長壽龍溪河梯級電站第1級獅子灘電站，龍溪河從縣東北部入境，截流成為獅子灘電站的水庫。